# Naturschutzgebiet Pulitz
Das Naturschutzgebiet Pulitz ist ein Naturschutzgebiet in Mecklenburg-Vorpommern. Es liegt eingebettet in den Kleinen Jasmunder Bodden ungefähr fünf Kilometer nordöstlich von Bergen und gliedert sich in die Halbinsel Pulitz sowie die westlich gelegene Halbinsel Altrügen und umliegende Flachwasserbereiche der flachen Stedar-Bucht. Umliegende Orte sind Buschvitz und Stedar. Die Unterschutzstellung erfolgte am 28. Juni 1937 als Vogelschutzgebiet. Im Gebiet hatte sich seit Beginn des 20. Jahrhunderts die größte deutsche Kormorankolonie angesiedelt, deren Bruterfolg jedoch durch Nachstellungen der Fischer stark beeinträchtigt war und schließlich in den 1950er Jahren zur Aufgabe des Standortes führte. Größenveränderungen des Naturschutzgebietes erfolgten in den Jahren 1950 (Verkleinerung) sowie 1964 und 1972 (jeweils Vergrößerung). Der aktuelle Schutzzweck besteht im Erhalt eines Altwaldgebietes mit stellenweise Naturwaldcharakter sowie der Sicherung der Uferbereiche.
Der Gebietszustand wird durch die abgeschiedene Lage und Ungestörtheit als sehr gut eingestuft. Über einen Feldweg von Stedar aus ist das Gebiet zu erreichen und auf Wanderwegen begehbar. Ein Betreten ist jedoch nur vom 16. Juli bis zum 14. Januar des folgenden Jahres gestattet.
Im Jahr 2009 wurden die Flächen von der Deutschen Bundesstiftung Umwelt übernommen. Nach EU-Recht ist das Naturschutzgebiet Bestandteil des FFH-Gebiets Kleiner Jasmunder Bodden mit Halbinseln und Schmaler Heide sowie des Vogelschutzgebiets Binnenbodden von Rügen.

## Geschichte
Die Halbinsel Pulitz entstand als Stauch-Endmoräne während der letzten Eiszeit. Die umliegenden Wasserflächen gehen auf abtauendes Gletschereis zurück. Menschliche Besiedlung ist seit 1318 direkt auf Pulitz belegt. Die Aufnahme der Schwedischen Matrikelkarte aus dem Jahr 1695 zeigt im zentralen Inselteil Ackerflächen mit umliegendem Wald aus Eiche, Buche und Kiefer. Ab 1886 wurden die Äcker mit Nadelgehölzen aufgeforstet. Im Jahr 1890 wurde Pulitz durch einen schmalen Damm mit der Insel Rügen verbunden. Das Institut für angewandte Ökosystemforschung hat vorgeschlagen den Damm zwischen Stedar und der Halbinsel zu öffnen.

## Pflanzen- und Tierwelt

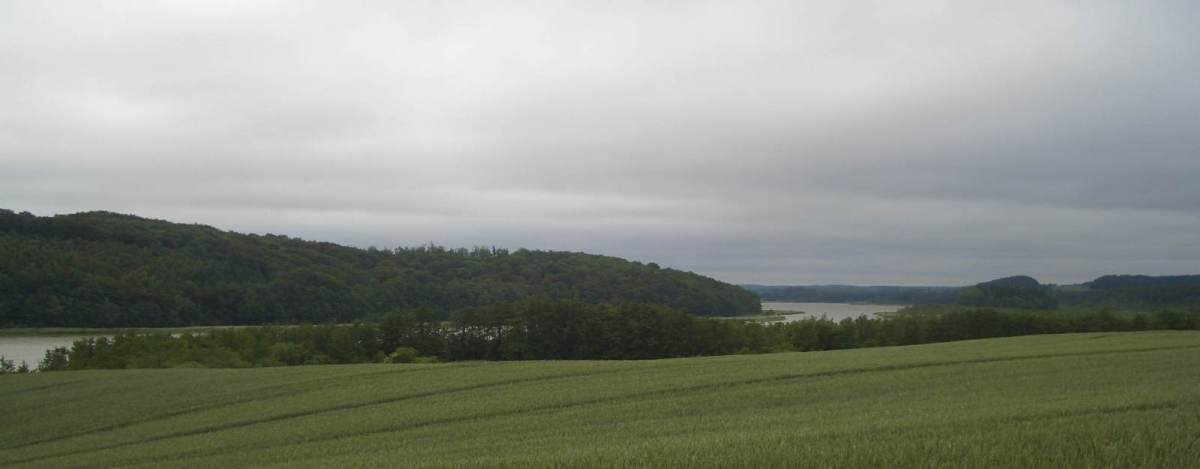
Stedar-Bucht und Pulitz (links)

Die Halbinsel Pulitz ist fast vollständig mit Wald bedeckt. Neben den natürlich vorkommenden Baumarten mit Buche, Eiche, Hainbuche und Ahorn finden sich im nördlichen Teil noch Nadelgehölze. In feuchteren Lagen wächst Erlen-Bruchwald. An den östlich gelegenen Moränenkliffs wächst auch in Steillagen ein Laubwald. Im südlichen Teil findet sich ein Sauer-Zwischenmoor mit Wollgras, Torfmoosen und Flatterbinse. Es ist das einzige Kesselmoor auf der Insel Rügen. Schwingdecken aus Torfmoos und Schilfröhricht finden sich um Altrügen.
Die ursprüngliche Bedeutung des Gebiets für Kormoran und Graureiher ging durch Vergrämungsmaßnahmen verloren. Trotzdem haben die Flächen einen hohen ornithologischen Wert als Brutgebiet für Greifvögel wie Habicht, Rohrweihe und Seeadler.